# Gustaf Törnudd
Gustaf Constantin Törnudd, född 18 mars 1832 i Toholampi, död 7 februari 1894 i Ruokolax, var en finländsk ingenjör. Han var farbror till Aksel Törnudd. 
Törnudd studerade i England, där han även övervakade konstruerandet av materiel för järnvägen Helsingfors–Tavastehus 1858-1863. Han var baningenjör i Ryssland 1863–1865 och teknisk ledare vid Wiborgs mekaniska verkstad, då en av Finlands största med cirka 600 arbetare, 1866–1881. Han var administrativ ledare vid Bröderna Nobels naftaverk i Baku 1882–1888, varefter han återvände till Finland och bosatte sig vid Tainionkoski, där han planerade ett vattenkraftverk i Vuoksen som sedan efter hans död förverkligades av bolaget Tornator.